# Citroën Rosalie
Il nome Citroën Rosalie indica una famiglia di modelli basati sullo stesso progetto e prodotti dalla Casa automobilistica francese Citroën. Le denominazioni ufficiali di questi modelli furono varie: dal 1932 al 1934 furono 8CV, 10 CV e 15CV, mentre dal 1935 al 1938 vennero proposti i modelli 7UA e 11UA. Ogni sigla stava ad indicare la potenza fiscale di ognuno di essi e il ruolo commerciale che avrebbero ricoperto nella gamma Citroën.

## Profilo e storia

### Debutto e origine del nomeRosalie
Questi tre modelli debuttarono al Salone di Parigi del 1932, con lo scopo di rinnovare integralmente la gamma Citroën in attesa della vera rivoluzione, che sarebbe stata rappresentata dalla Traction Avant due anni dopo. Il nome Rosalie derivò dal soprannome con cui venne ribattezzata già nel 1931 una AC6 riallestita con una carrozzeria profilata per ricavarne una vettura da record di velocità. L'impresa, che non ebbe niente di ufficiale, fu voluta invece dai vertici della Yacco, un produttore di lubrificanti per auto che avrebbe così ottenuto un grande riscontro in termini di pubblicità qualora la vettura fosse riuscita a battere dei record. E così fu: la Rosalie riuscì in quella sua prima uscita sul tracciato di Montlhéry a percorrere 25.000 km e a battere ben quattordici record internazionali. Artefici di tale impresa furono i piloti César e Lucien Marchand, Le Roy de Présalé, Vaillant, Robert Bodecot e Raphaël Fortin, che si alternarono alla guida durante quell'impegnativa sessione agonistica. In altre due occasioni la Rosalie venne perfezionata dando luogo alla Rosalie II, che dapprima percorse fino a centomila km battendo molti altri record ed in seguito, nella terza ed ultima manifestazione, tenutasi nell'aprile del 1932 sempre a Montlhéry, fu costretta a fermarsi a causa di un guasto al motore solo dopo aver percorso 134.836 km senza una sola riparazione e con un solo cambio dell'olio, anche in questo caso stabilendo nuovi primati. André Citroën, che non aveva patrocinato nessuno di questi eventi e che fra l'altro non era mai stato molto incline alle gare di velocità, rimase comunque molto entusiasta degli esiti finali di queste manifestazioni, pur avendo inizialmente reagito con irritazione quando tutto ebbe avuto inizio nel 1931. Per questo, quando a Parigi vennero presentati i nuovi tre modelli che avrebbero sostituito sia la AC4 che la AC6, egli scelse di ribattezzarle Rosalie, sebbene questo non fosse destinato ad essere la vera denominazione commerciale di queste vetture.
Come già evidenziato, il nome Rosalie comprendeva un'intera serie di modelli ben distinti, ognuno inserito in una specifica fascia di mercato: fra i primi modelli a debuttare, la 10CV fu destinata a raccogliere l'eredità della C4, mentre la 15CV avrebbe sostituito la C6 e la 8CV fu proposta invece come nuovo modello di base della gamma Citroën.

### Caratteristiche generali

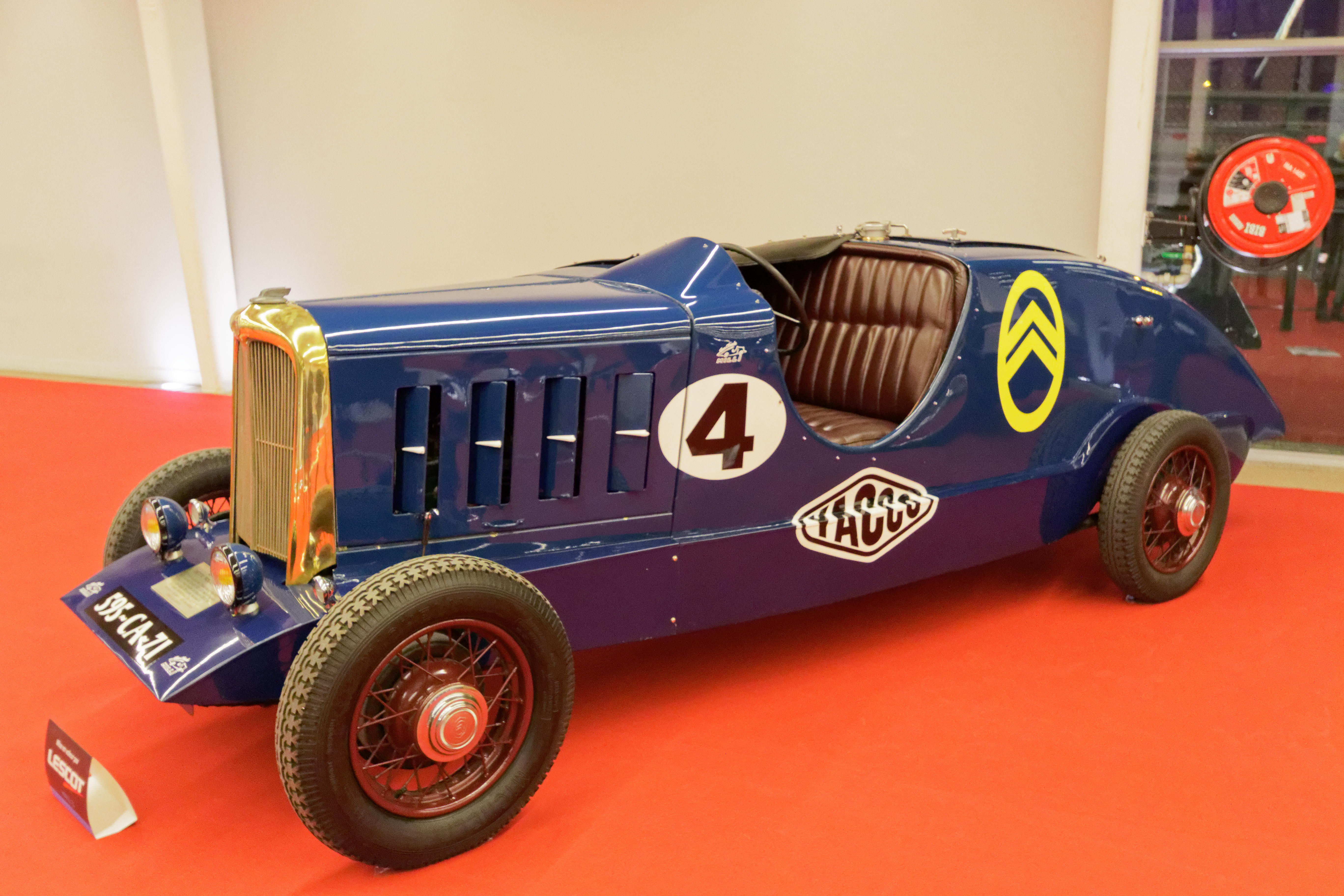

I tre modelli lanciati nel corso del 1932 proposero interessanti contenuti tecnici: a livello strutturale esse riproposero per l'ultima volta la tradizionale configurazione a telaio separato, telaio che in questo caso era composto da due longheroni e tre traverse in acciaio. Essi erano cavi e a sezione rettangolare, in modo da risultare leggero ma robusto allo stesso tempo. Alla robustezza contribuirono anche apposite nervature che correvano lungo il profilo di ogni longherone e traversa, mentre per quanto riguarda la leggerezza, grazie a questo sistema si riuscì a risparmiare ben 60 kg. La scocca era in lamiera di acciaio, ma in questo caso venne realizzata in appena quattro pezzi principali, il che conferì robustezza anche alla carrozzeria stessa, consentendo anche un ulteriore risparmio di peso, poiché non fu necessario utilizzare altre traverse ausiliarie nel telaio per poter sorreggere eventuali componenti della scocca. Per enfatizzare tale scelta, la vettura fu sempre descritta come "monopièce", ma in realtà, come si è visto, non era in un pezzo unico. A queste parti principali andavano poi ovviamente fissate le altre parti, come le portiere e le aperture del vano motore. Infine, l'utilizzo di queste tecnologia permise in primis una più elevata rigidezza torsionale e in secondo luogo un leggero abbassamento del baricentro, ripercuotendosi sul comportamento stradale. Le linee generali delle carrozzerie previste per i modelli della gamma Rosalie erano più arrotondate di quelle della C4 e della C6: questo perché la soluzione relativa alla scocca "monopièce" consentiva maggiori possibilità di lavorazione dei lamierati, con soluzioni stilistiche più moderne. Si era ancora lontani dalle ben più moderne linee della Traction Avant, ma sicuramente il passo in avanti compiuto rispetto ai modelli precedenti era evidente.
La meccanica telaistica prevedeva sia avantreno che retrotreno ad assale rigido con balestre semiellittiche ed ammortizzatori idraulici a doppio effetto. L'asse rigido posteriore era di tipo Banjo. L'impianto frenante era a quattro tamburi con comando a cavo, mentre lo sterzo era a vite globoidale.
I motori montati sotto il cofano dei tre modelli erano ovviamente di differente cilindrata a seconda del modello stesso, ma tutti erano accomunati dal fatto di possedere i cosiddetti supporti flottanti, introdotti già nella seconda parte della carriera commerciale della C4 e della C6. Si tratta di supporti elastici realizzati in metallo e gomma atti ad assorbire le vibrazioni del motore consentendo a quest'ultimo una minima libertà di oscillazione lungo il suo asse longitudinale. Inoltre, per tutti i motori venne prevista un testata rivisitata con condotti ingranditi e albero a gomiti equilibrato tramite contrappesi. Rimase inalterato lo schema di distribuzione a valvole laterali.
I modelli della gamma Rosalie furono le ultime autovetture della casa del "double chevron" con architettura meccanica a trazione posteriore: la coppia motrice veniva indirizzata al retrotreno attraverso un cambio manuale a tre marce, di cui solo la prima non era sincronizzata.
Ognuno dei tre modelli costituente la gamma iniziale delle Citroën Rosalie nasceva su di un telaio differente per la misura del passo e le caratteristiche specifiche di ogni modello vengono illustrate di seguito.

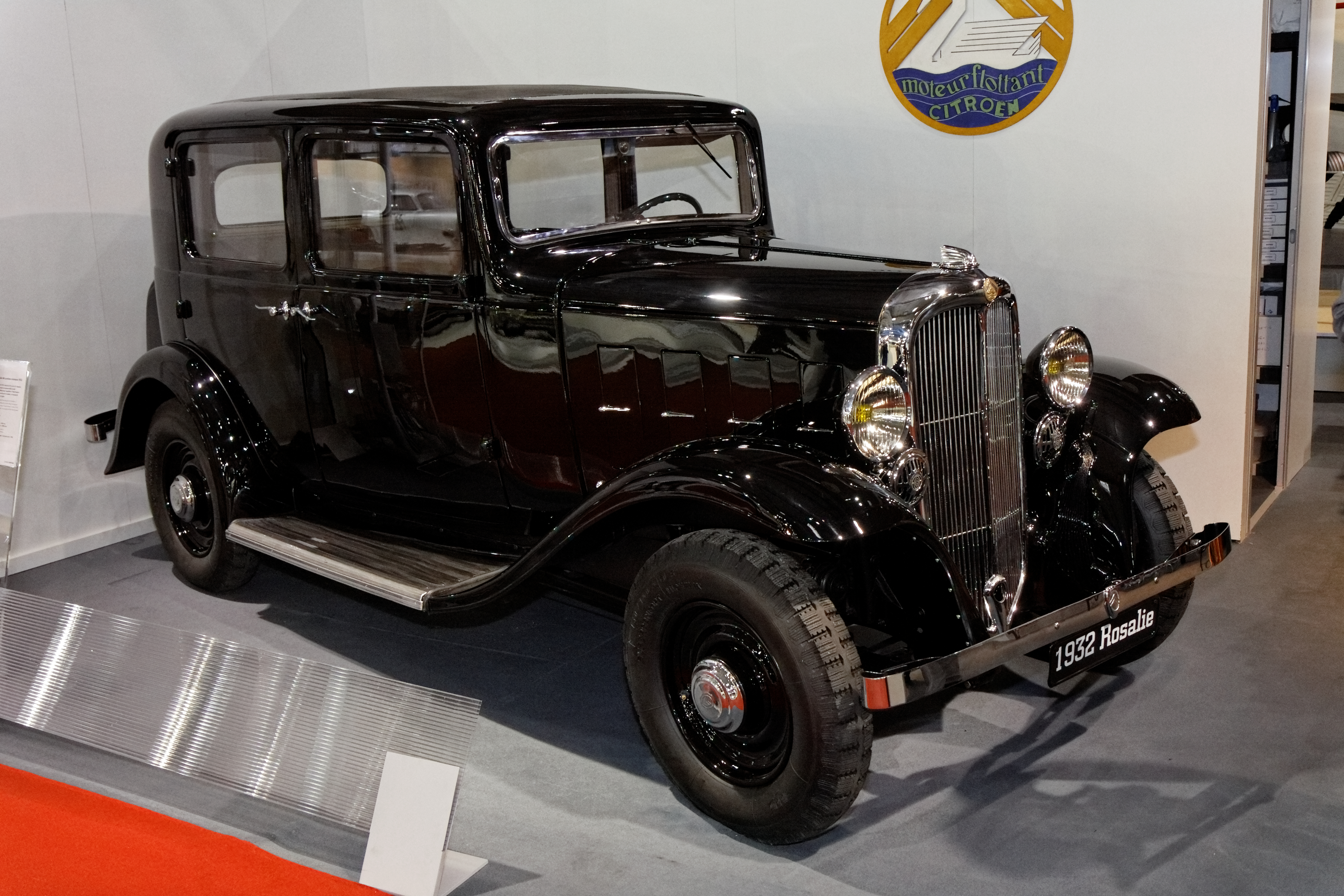
Una 8CV

#### La 8CV
La 8CV è la vettura che all'inizio degli anni '30 fu chiamata a rappresentare la base della gamma Citroën. Essa nacque su di un telaio da 2,70 metri di interasse ed era equipaggiata da un motore a 4 cilindri in linea da 1452 cm³ in grado di erogare 30 CV a 3200 giri/min. La velocità massima toccava i 90 km/h. Già al suo debutto, la 8CV fu prevista in ben sette varianti di carrozzeria, e cioè: berlina a quattro porte e quattro luci, coach, cabriolet e faux-cabriolet (ossia una finta cabriolet con un padiglione che simulava una capote chiusa ma che era di fatto una coach). Oltre a queste varianti più "borghesi" vi furono anche le versioni omologate per il trasporto merci e quindi la berlina commerciale, la torpedo commerciale, il furgoncino lamierato e il furgoncino telonato. Tutte le versioni commerciali con motore da 1.5 litri avevano una portata massima di 500 kg. Tutte le varianti di carrozzeria erano caratterizzate infine da quattro prese d'aria per lato lungo i lati del vano motore.

#### La 10CV

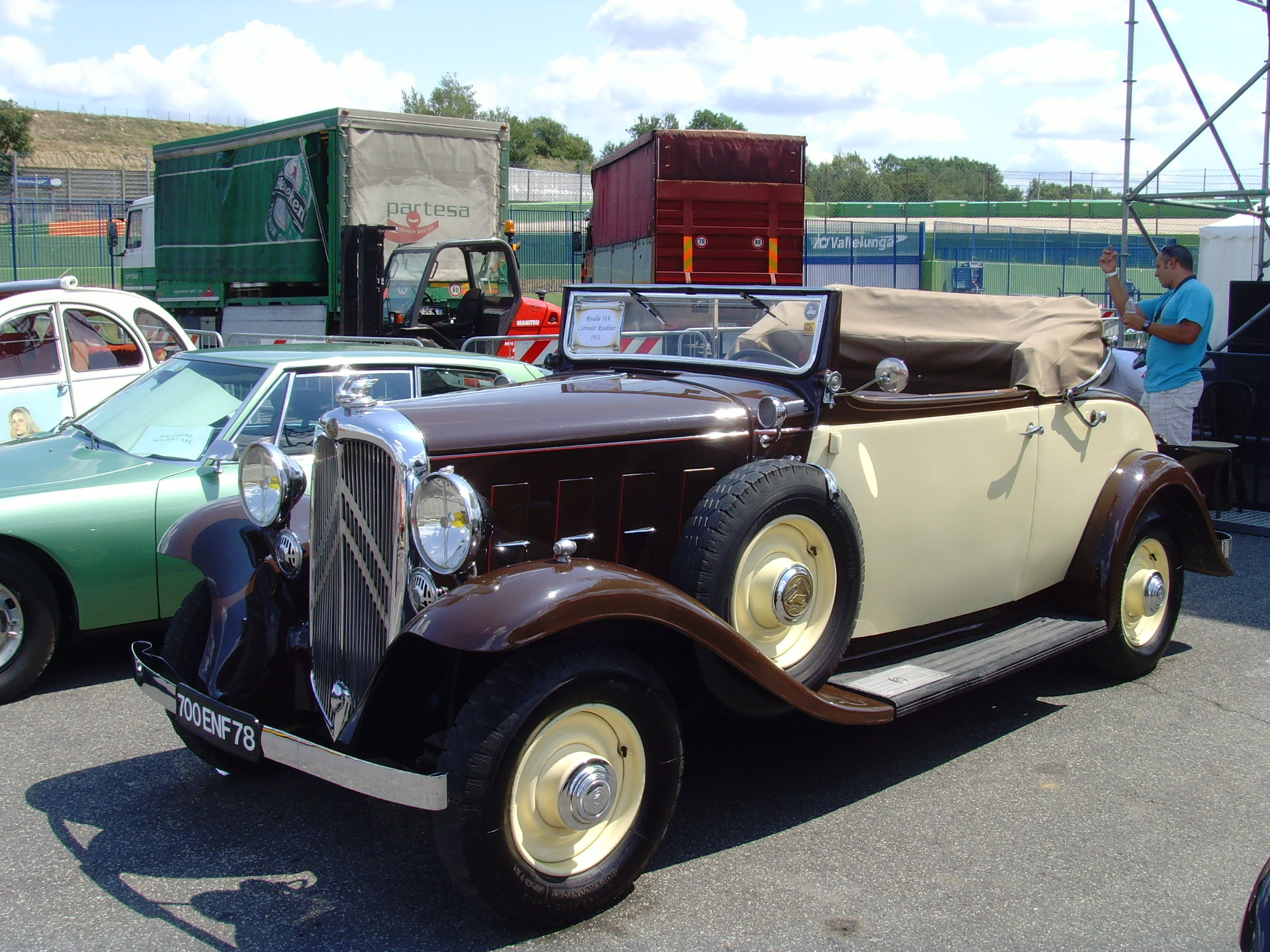
Una 10CV cabriolet

Lanciata come la 8CV nel 1932, la 10CV era il modello chiamato a rappresentare la fascia medio-alta nella gamma Citroën e fu quello che raccolse in linea retta l'eredità della C4, della quale riprese la base motoristica, sebbene questa fosse stata oggetto di alcune migliorie. Tale motore infatti conservò la cilindrata di 1767 cm³, fu in grado di erogare 36 CV di potenza massima e di spingere la vettura a 100 km/h di velocità massima. Più lunga della 8CV (4,57 m contro 4,27), grazie al passo aumentato di 30 cm, la 10CV riscosse un successo maggiore di quello della "sorella minore", anche grazie alla maggior disponibilità di versioni particolari, come la 10 Légère, ossia una 10CV costruita sul telaio a passo corto della 8CV, il che permetteva di risparmiare peso e migliorare in prestazioni. In totale, la 10CV fu prevista fin da subito in ben venticinque varianti di carrozzeria, di cui sei furono previste per la versione Légère a passo corto, quindici per la versione normale e quattro versioni commerciali, con portata massima da 8 o 12 quintali, a seconda delle versioni. Tra le novità più interessanti per la 10CV rispetto alla 8CV vi fu la disponibilità di carrozzerie limousine a sei luci, familiale a sette posti, torpedo a quattro o a sei posti, una versione ambulanza e addirittura una versione cabriolet allestita come taxi. Anche qui, come nella 8CV, erano presenti quattro prese d'aria per ogni lato del cofano motore.

#### La 15 CV

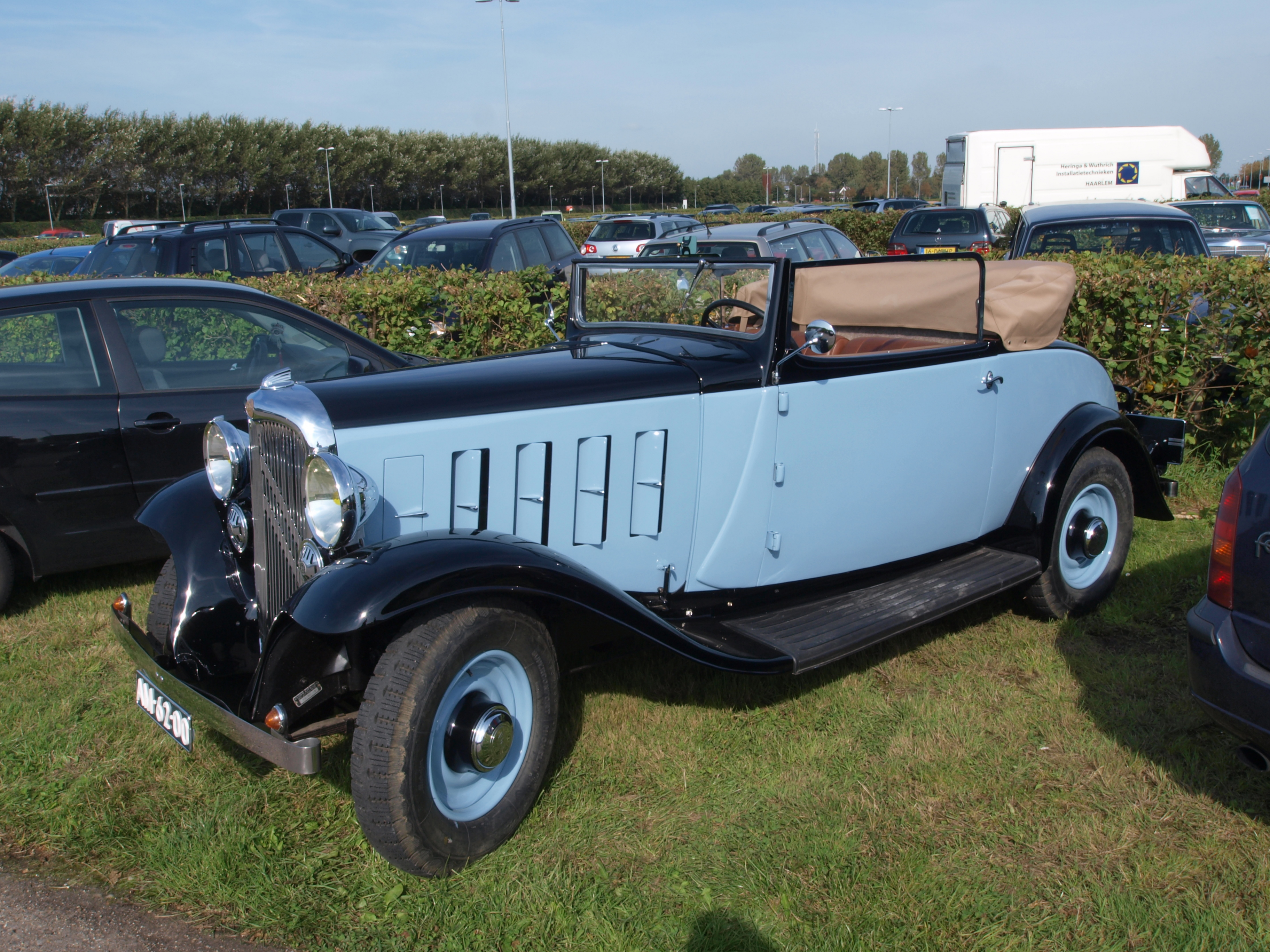
Una 15CV cabriolet

La 15CV era chiamata a rappresentare la fascia alta nella gamma Citroën e per questo raccolse l'eredità della C6. Era costruita su un telaio a passo ancor più lungo di quello della 10CV, con interasse di 3,15 metri. Anche il motore era più grande: la 15CV era infatti equipaggiata con un 6 cilindri derivato da quello montato sulla C6. Tale motore aveva una cilindrata di 2650 cm³ e arrivava a sviluppare 56 CV di potenza massima. Con questi numeri, la 15CV arrivava a sfiorare i 115 km/h, che salivano a 120 nel caso della 15 Légère, praticamente una 15CV costruita su di un telaio con 2,91 metri di passo, una misura intermedia fra il telaio della 8CV e quello della 10CV. La 15CV fu anch'essa disponibile fin da subito in una nutrita gamma di carrozzerie, anche in questo caso sei previste per la Légère, quindici per la 15CV normale e tre per la 15CV Grand Luxe, vera novità debuttante con il lancio della 15CV e prevista come berlina, limousine o familiale a 7 posti. Non vennero invece previste versioni commerciali sulla stessa base meccanica. A differenza dei due modelli più economici, su ogni lato del cofano motore della 15CV erano presenti cinque prese d'aria.

### Carriera commerciale delle primeRosalie

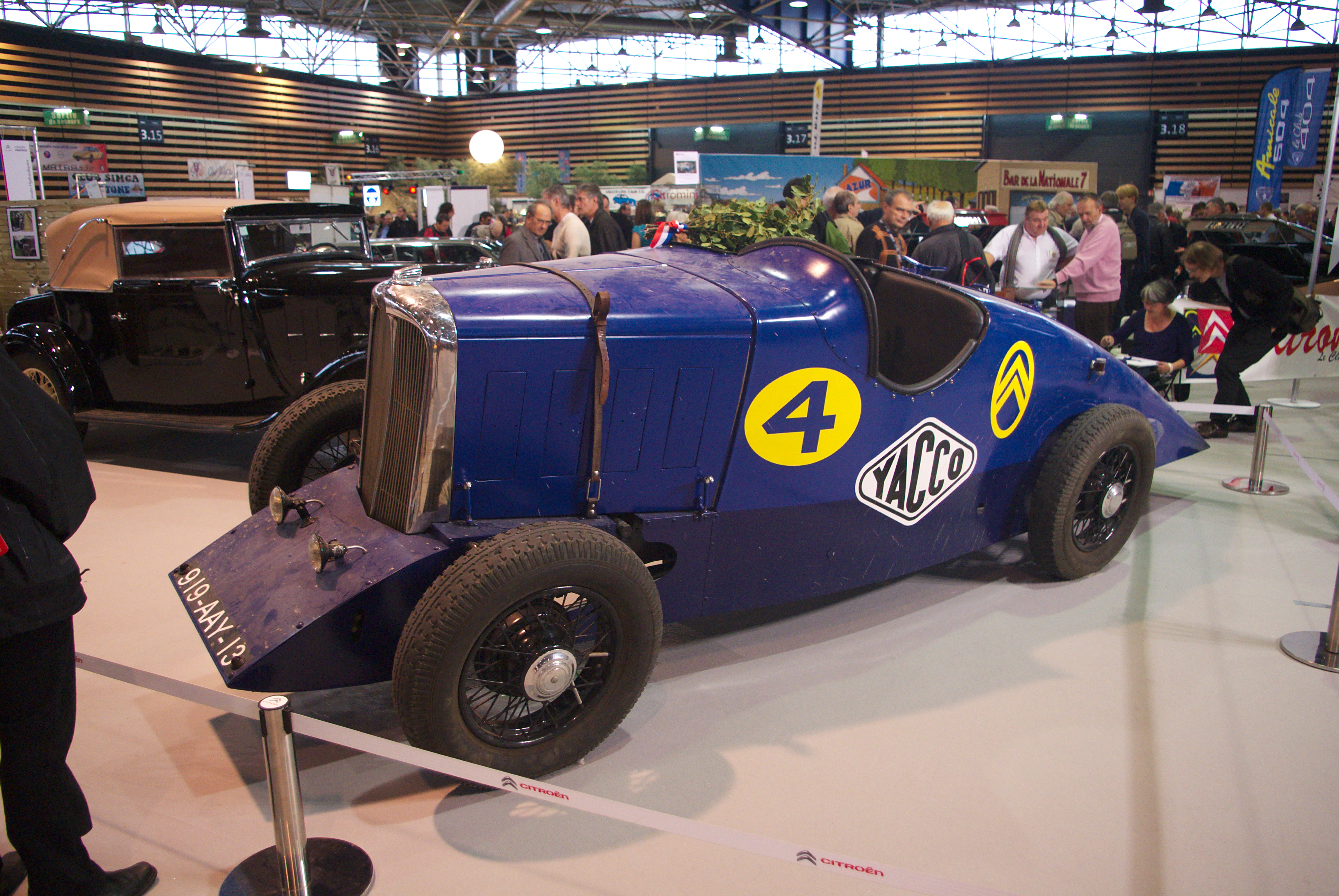
La Petite Rosalie che nel 1933 stabilì centinaia di record di velocità e durata in una sola occasione

La carriera commerciale della gamma Rosalie cominciò con un nuovo exploit sportivo in tema di record di velocità: nel maggio del 1933 una 8CV venne allestita in maniera simile alla vettura a 6 cilindri che in precedenza aveva battuto numerosi record di velocità sulla pista di Montlhéry. E ancora una volta, protagonisti di quest'impresa furono gli stessi piloti delle tre occasioni precedenti. Per dare continuità fra ciò che era stato e ciò che stava accadendo in quella manifestazione, la vettura venne chiamata Petite Rosalie dal momento che montava un motore di cilindrata inferiore. La Petite Rosalie riuscì a percorrere senza mai fermarsi (tranne ovviamente nelle fasi di rifornimento, cambio pneumatici, ecc) ben 300.000 km in trentatré giorni ad una velocità media di 93 km/h. In questo modo, oltre a battere il record della distanza, stabilì ben 193 record nazionali e 106 record internazionali. Gli ispettori vollero verificare che il telaio fosse conforme a quello di una 8CV di serie e quando venne appurato che era effettivamente così, la notizia fece il giro della Francia, dando così un impulso decisivo alle vendite di questo modello, anche nelle altre motorizzazioni con cui era previsto. Il Salone di Parigi di quello stesso 1933 vide due novità: per fronteggiare l'onda lunga della crisi finanziaria, la casa del "double chevron" inserì in listino la 8CV Demi-Luxe, ossia una versione più economica, con allestimento semplificato, mentre la 10CV venne proposta anche con il più ricco allestimento Grand Luxe.
All'inizio del 1934 la gamma fu ristilizzata grazie ad una nuova calandra, più inclinata, e ad un nuovo paraurti anteriore dal disegno più arrotondato, in modo da attualizzare il design, che proprio in quel periodo stava orientandosi verso linee più aerodinamiche. In quest'occasione, i tre modelli assunsero il suffisso NH, sigla di "Nouvelle Habillage", ossia "Nuovo abito" o più semplicemente "nuovo allestimento". La 10NH e la 15NH furono ugualmente proposte anche in versione Légère e in allestimento Grand Luxe come prima. La produzione di questi modelli, unitamente alla 8NH, durò fino alla fine del 1934, anche se gli ultimi esemplari vennero consegnati solo all'inizio dell'anno seguente. In totale la produzione di questi primi tre modelli ammontò a 95.312 esemplari, di cui 38.835 della 8CV, 49.249 della 10CV e 7.228 della 15CV.

### I modelli7UAe11UA
La storia della gamma Rosalie, però, non terminò ancora: infatti, proprio all'inizio del 1935, con lo smaltimento degli ultimi esemplari della prima Rosalie venne introdotta una nuova gamma costituita da due modelli, denominati 7UA e 11UA. Si era ormai quasi al primo anno di commercializzazione della Traction Avant (che era stata lanciata il 18 aprile 1934), uno dei modelli più innovativi dell'epoca, grazie alla sua scocca portante e allo schema tecnico a trazione anteriore. Tuttavia alla Citroën si pensò anche a quella fetta di clientela più tradizionalista che faticava ad entrare in confidenza con un aspetto così moderno come la trazione anteriore. Questi modelli furono entrambi realizzati partendo dal telaio della 10CV, pertanto sia la 7UA che la 11UA mantennero le stesse dimensioni esterne, ma furono equipaggiati con due motori derivati da quelli che equipaggiavano la contemporanea Traction Avant e cioè: sotto il cofano della 7UA venne montato il motore da 1628 cm3 e 35 CV già previsto per la 7C a trazione anteriore, mentre per la 11UA venne previsto il motore da 1911 cm3 della versione 11 trazione anteriore con potenza massima di 42 CV. I due motori non furono però presi pari pari dai due corrispondenti modelli di Traction Avant, ma vennero ruotati di 180° lungo l'asse verticale del motore stesso, in modo da consentirne l'adattamento su di una vettura a trazione posteriore. Per questo, la 7UA e la 11UA possono essere anche indicate con la sigla MI, che sta per "moteur inversé" (motore invertito). La gamma delle carrozzerie per questi due modelli prevedeva la berlina e la berlina commerciale per la versione meno potente e limousine, limousine commerciale e familiale a 7 posti per la 11UA. Non mancarono neppure le versioni per trasporto merci, come la camionetta 7UB, sempre con portata massima di 500 kg, e come la 11UB, che alla fine degli anni '30 e all'inizio dell'anno seguente vennero requisiti in gran parte dalla Wehrmacht, che inoltre costrinse la casa di quai de Javel ad assemblarne altri esemplari per i propri spostamenti. Così composta, la gamma venne prodotta fino al 1937 senza particolari aggiornamenti: fu infatti proprio nel 1937 che venne prodotta una piccolissima serie di Citroën 11UD, equipaggiate con un motore Diesel da 1766 cm3 e 40 CV di potenza massima. La produzione della 11UD, previsto solo come familiale o limousine commerciale, fu talmente esigua da non rientrare neppure nel listino ufficiale Citroën. Tutta la gamma rimase in listino fino al settembre 1938, dopodiché fu definitivamente pensionata. In totale furono prodotti 14.729 esemplari fra 7UA e 11UA.